# Samburu (hạt)
Hạt Samburu là một hạt thuộc tỉnh Rift Valley ở Kenya. Theo điều tra dân số ngày 24 tháng 8 năm 1999, hạt này có dân số 143547 người. Hạt Samburu có diện tích 21127 km². Hạt lỵ đóng tại Maralal.